# Tarczyca człowieka
Tarczyca, gruczoł tarczowy (łac. glandula thyroidea) – gruczoł dokrewny występujący w organizmie m.in. człowieka rozumnego.

## Morfologia
U zdrowego człowieka gruczoł tarczowy w nieznaczny sposób uwidacznia się na szyi, wywołując zaokrąglenia. Jednakże jego brak, spowodowany przyczynami wrodzonymi lub tyreoidektomią, powoduje znaczną zmianę w wyglądzie tej części ciała. W takiej sytuacji dół szyjny zdaje się ciągnąć w kierunku górnym między mięśniami mostkowo-sutkowo-obojczykowymi aż do krtani.
Nieznaczną wyniosłość na przedniej powierzchni szyi tworzyć może węzina. Znajduje się ją wtedy na ⅓ dolnej szyi, poniżej łuku chrząstki pierścieniowatej. Natomiast dostrzeżenie skrytych pod mięśniem mostkowo-obojczykowo-sutkowym płatów bocznych sprawia trudności, mniejsze przy szyi zgiętej ku dołowi lub w czasie przełykania. Płata piramidowego nie widać z zewnątrz, podobnie jak tętnienia naczyń zdrowego gruczołu.
Powiększoną tarczycę wyczuwa się na szyi w przypadku głowy odchylonej do tyłu. Powierzchnia gruczołu sprawia wrażenie gładkiej lub pokrytej guzkami.

## Anatomia

### Położenie
Tarczyca ludzka leży w dolnej i przedniej części szyi.
Gruczoł ten znajduje się pomiędzy tętnicami szyjnymi wspólnymi. Do przodu od niego leżą pokrywająca go blaszka przedtchawicza powięzi szyi, a następnie mięśnie podgnykowe. Odpowiednie odcinki przewodu pokarmowego i układu oddechowego (przewód krtaniowo-tchawiczy) położone są za tarczycą, leżąc bardziej pośrodkowo od niej, ściśle do niej przylegając. Tarczyca obejmuje je na kształt podkowy.
Płaty boczne kryją się pod mięsniem mostkowo-obojczykowo-sutkowym.
Węzina leży powierzchownie, w ⅓ dolnej szyi.

### Wygląd
Jak już wspomniano, powierzchnię tarczycy określa się jako gładką lub guzkowatą, miękką w dotyku, przypominającą w tym względzie ślinianki. Narząd ten zazwyczaj ma barwę ciemnobrązowo-czerwoną, zależy ona jednak od wieku i stanu gruczołu. Ciemnieje on z wiekiem. Kolor szarawy może świadczyć o niedokrwieniu, fioletowy odcień zaś wskazuje na zastój krwi.
Na zdjęciu rentgenowskim otoczonej rzucającymi podobny cień tkankami miękkimi tarczycy nie widać, chyba że w przypadku patologicznych zwapnień.

### Podział
W obrębie tarczycy wyróżnia się 3 lub 4 części. Największe z nich to płaty boczne tarczycy, pomiędzy którymi znajduje się mniejsza od nich węzina. Często spotyka się również wąski wyrostek odchodzący od głównej masy gruczołu w płaszczyźnie pośrodkowej lub blisko niej, nazywany płatem piramidowym.